# María Balbín
María Balbín (Caravia Baja, Caravia, Asturias, 17 de marzo de 1877 - Oviedo, 1961), fue una escritora y maestra española. 

## Biografía
Nacida en Caravia en el seno de una familia humilde, estudió magisterio en Oviedo gracias a la ayuda económica de su hermano Urbano Balbín, emigrado en Cuba. Se casó en 1911 con el profesor de Bellas Artes Enrique Rodríguez González.  Dio clase en Cabranes, Luarca y Cudillero hasta obtener la plaza definitiva en Oviedo en 1939. Dejó la docencia en 1947, a los 70 años de edad.
Publicó sus primeros artículos literarios en El Porvenir de Luarca; La Democracia, de Luarca; El Carbayón, de Oviedo, y El Baluarte, de Cudillero.
Destacó por haber realizado la mayor parte de su obra, tanto poesía como prosa, en lengua asturiana.

## Obras
- «Añoranzas» (1930)
- «Obras completas» (2000)

## Reconocimientos
- En Oviedo, una escuela infantil lleva su nombre.[2]
- Desde 2016, una calle de Caravia lleva su nombre.[3]